# Kováts Lajos (ornitológus)
Kováts Lajos (Székelyudvarhely, 1925. július 8. – Fehérgyarmat, 2010. december) természettudományi szakíró, ornitológus.

## Életútja
Szülővárosában érettségizett (1944), a Bolyai Tudományegyetemen biológia-kémia szakos tanári diplomát szerzett (1950). Az egyetem állattani intézetében tanársegéd (1948–49), Székelyudvarhelyen tanítóképző-intézeti, líceumi, általános iskolai tanár, muzeológus (1949–66), majd a Kőrös-vidéki Múzeum zoológus főpreparátora, ornitológus (1966–78); közben megszerezte a biológiai tudományok doktora fokozatot (1974). 1978-ban Magyarországra költözött, Tiszadobon nevelőtanár nyugalomba vonulásáig.
Mint ornitológus előbb Hargita megye és környéke madárvilágáról írta dolgozatait, majd Bihar megye és környéke, főleg az Érmellék madártani feldolgozásának eredményeiről számolt be tudományos közleményeiben. Szakmai írásait a bukaresti Natura, Comunicări de Zoologie, Revista Muzeelor, a nagyváradi Caiet de Comunicări és Nymphaea, a temesvári Tibiscus, Budapesten a Vertebrata Hungarica és az Aquila című szakfolyóiratok közölték, tanulmányokkal szerepelt a székelykeresztúri, nagyváradi és békéscsabai múzeumok évkönyveiben. Munkásságából kiemelkednek a gólyákról írott tanulmányai, amelyek helyszíni tanulmányozáson és összeírásokon alapulnak. A sarki búvár romániai elterjedéséről szóló tanulmánya német nyelven a bukaresti Antipa Múzeum Travaux című kiadványában jelent meg, s e faj európai vonulási viszonyainak vizsgálata során a nemzetközi szaksajtóban is visszhangra talált.
Munkásságáról rendszeresen beszámolt a romániai magyar napisajtóban, terjedelmesebb ismeretterjesztő írásait A Hét és Művelődés közölte. Elkészítette az Érmellék madarainak monografikus feldolgozását, amely sokáig kéziratban maradt, majd 1999-ben elektronikus formában adta közre és nyomtatásban is megjelent a szegedi Móra Ferenc Múzeum kiadásában.